# Krzysztof Śmieja
Krzysztof Śmieja (ur. 7 lipca 1957 w Tarnowskich Górach) – polski polityk i prawnik, poseł na Sejm III kadencji, członek Trybunału Stanu (2003–2011).

## Życiorys
Ukończył w 1986 studia na Wydziale Prawa i Administracji Uniwersytetu Śląskiego. Po ukończeniu aplikacji sądowej orzekał jako asesor i następnie sędzia. Był m.in. przewodniczącym wydziału cywilnego i wiceprezesem Sądu Rejonowego w Tarnowskich Górach.
Od 1997 do 2001 sprawował mandat posła III kadencji, wybranego z listy Akcji Wyborczej Solidarność w okręgu gliwickim. Reprezentował Sejm w Krajowej Radzie Sądownictwa. Po wyborach parlamentarnych w 2001, w których nie uzyskał reelekcji, podjął praktykę notarialną.
W 2003 został wybrany do Trybunału Stanu (z rekomendacji Prawa i Sprawiedliwości), powoływany na tę funkcję również po wyborach w 2005 i 2007.
Był członkiem Śląskiego Społecznego Komitetu Poparcia Jarosława Kaczyńskiego w wyborach prezydenckich w 2010.